# لويد جونز (راقص على الجليد)
لويد جونز (بالفرنسية: Lloyd Jones)‏ هو راقص على الجليد فرنسي وبريطاني، ولد في 1 أغسطس 1988 في كارديف في المملكة المتحدة.

## وصلات خارجية
- لويد جونز على موقع الاتحاد الدولي للتزلج (الإنجليزية)
- لويد جونز على موقع الاتحاد الدولي للتزلج (الإنجليزية)
- لويد جونز على موقع الاتحاد الدولي للتزلج (الإنجليزية)
- لويد جونز على موقع أوليمبيديا (الإنجليزية)
- لويد جونز على موقع اللجنة الأولمبية الفرنسية (مؤرشف) (الفرنسية)